# 戴会超
戴会超（1965年1月—），水利水电工程专家，河海大学教授，主要从事水利水电工程方面的研究工作。担任《水科学进展》等期刊编委，入选中华人民共和国教育部2008年度"长江学者"特聘教授、新世纪百千万人才工程国家级人选。